# St. Valentin (Meran)

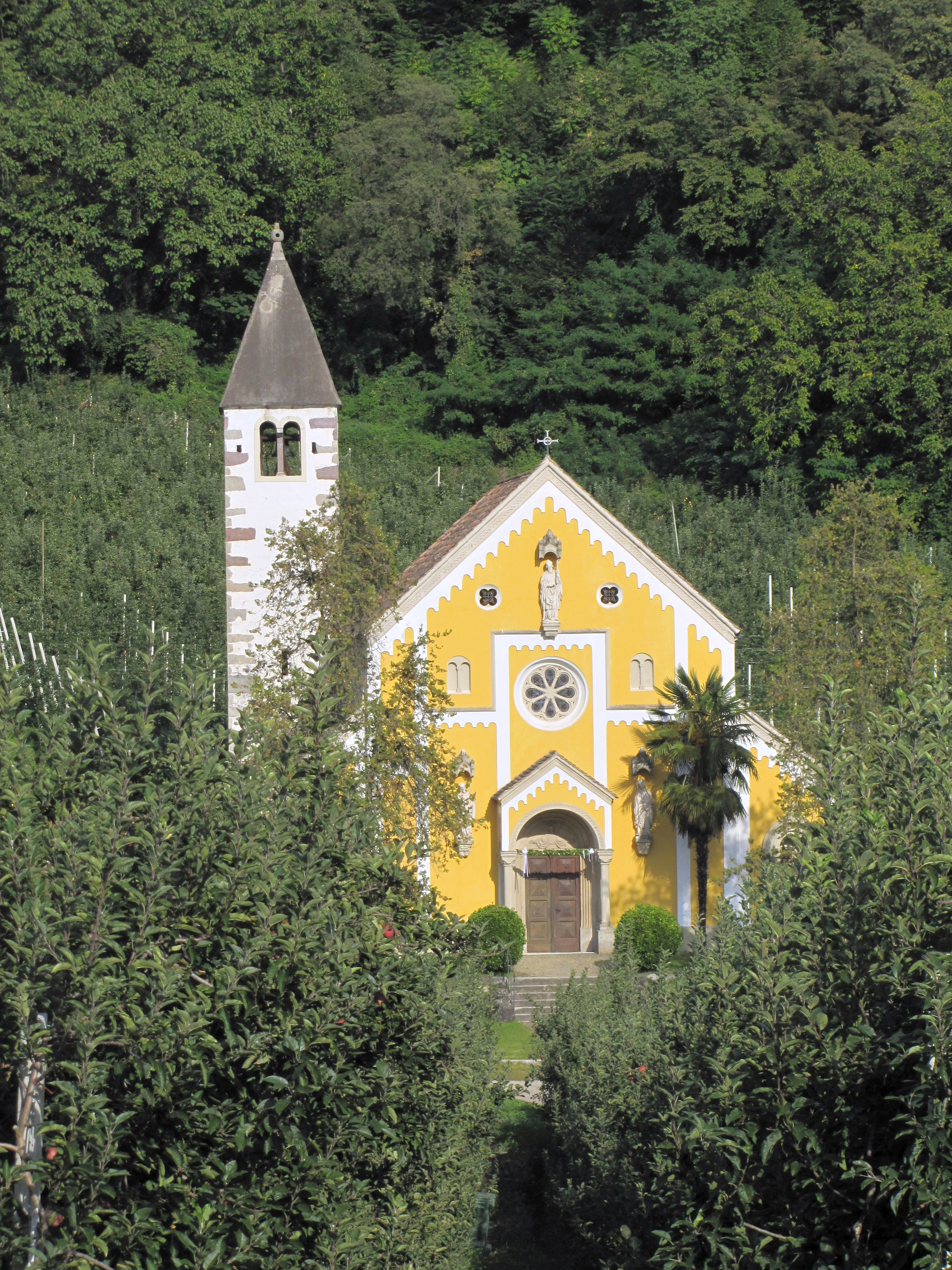
St. Valentin

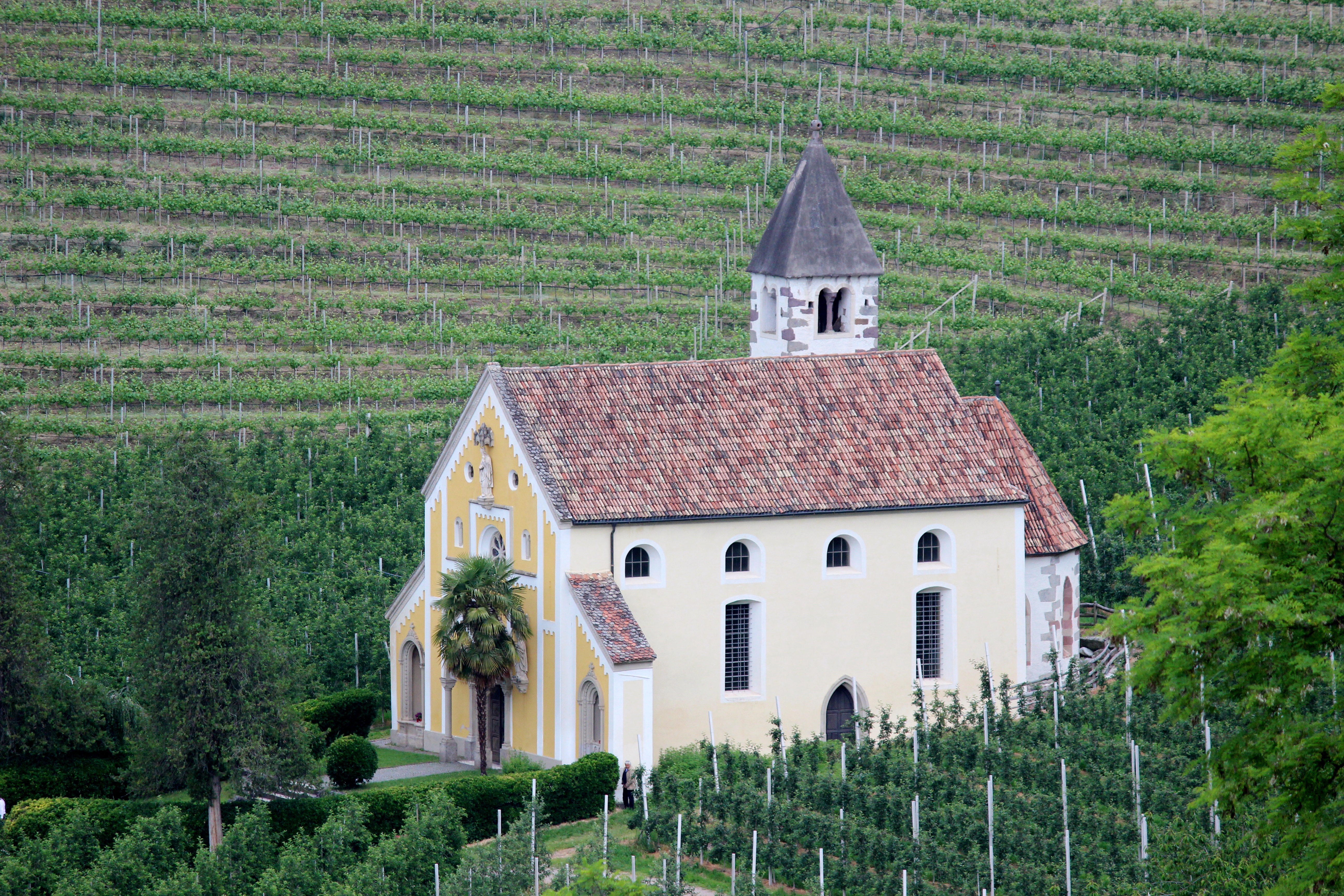
Seitenansicht

St. Valentin ist eine ehemalige Wallfahrtskirche in Obermais, einem Ortsteil von Meran in Südtirol.

## Geschichte

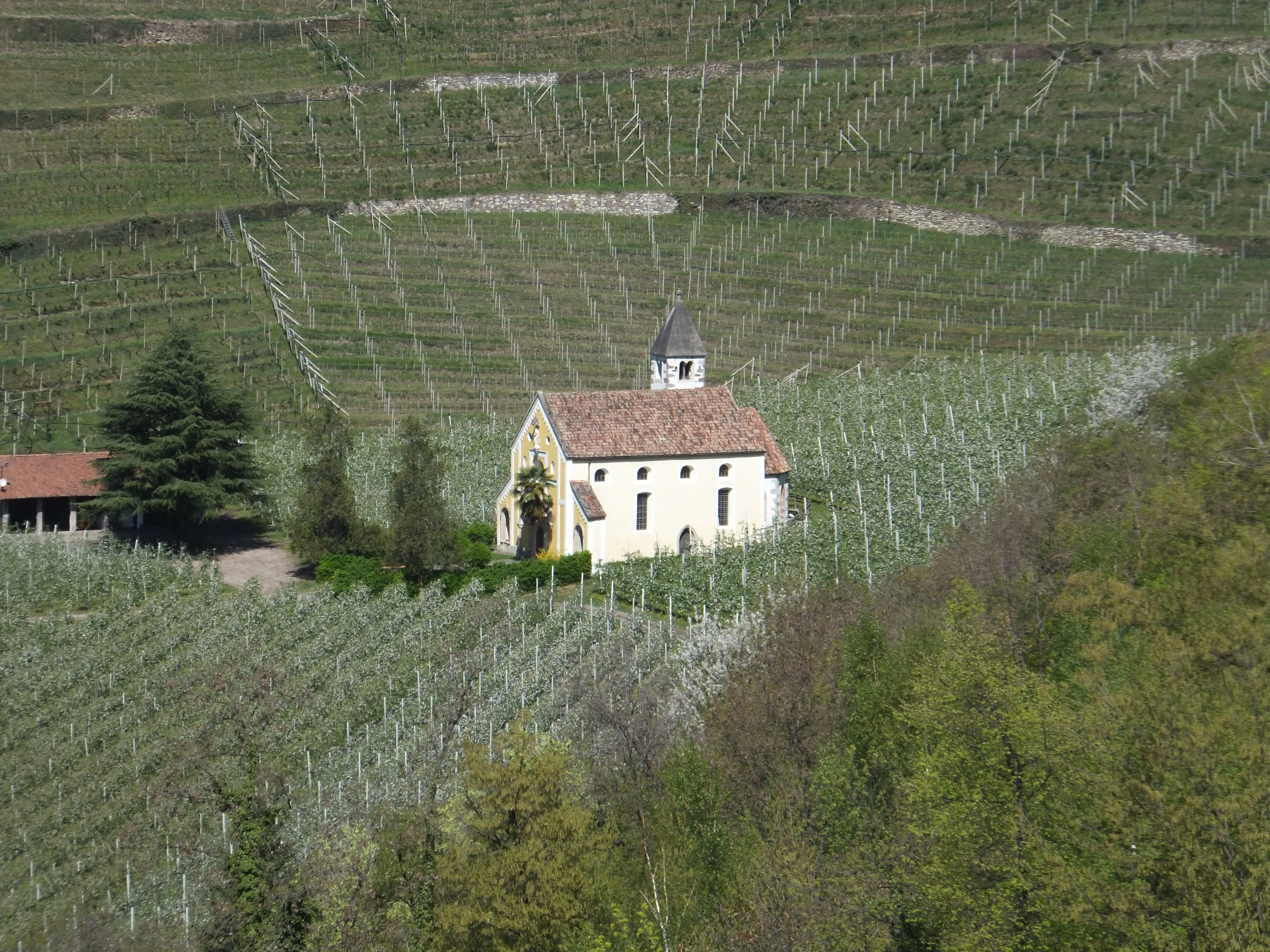
Umgebung

Die Wallfahrtskirche und Filialkirche der Pfarre Mais gilt als Zeugnis frühester Christianisierung dieser Gegend. Wie aus dem Chronogramm von 1827 über dem Haupteingang hervorgeht, soll das Gotteshaus über dem ursprünglichen Grab des um 475 als Wandermissionar und Eremit gestorbenen heiligen Valentin von Rätien, Bischof von Passau errichtet worden sein:

„HIer faLtete eInst seIne HaenDe VnD rVhte Lange Der heILIge PassVer BIsChof VaLentIn“

Der romanische Glockenturm stammt aus der Zeit des 11. bis 12. Jahrhunderts. Auf dem Berg über der Kirche entstand ab dem 13. oder 14. Jahrhundert der mit dem Gotteshaus verbundene Ansitz St. Valentin. Ablässe aus den Jahren 1338 und 1452 deuten auf eine rege Wallfahrt seit dieser Zeit und förderten sie. 1452 weihte der Weihbischof und Generalvikar von Trient Pater Albertinus den Altar mit den Reliquien des hl. Valentin. 1482 veranlassten der Pfarrer Sigmund Haller und der Propst Ulrich Steger den Bau eines neuen, spätgotischen Chors mit Kreuzgratgewölbe. Das zu klein gewordene gotische, musste 1618 einem größeren Renaissance-Langhaus mit Steingewölbe weichen. Für die Kosten kam größtenteils der Adlige Ehrenreich von Trautmannsdorff auf. Am 28. August 1705 bestimmte Johann Anton Lombardi von Zuegg, Dekan von Enns, in seinem Testament, die Kirche für sich und seine Verwandtschaft als Begräbnisstätte. Des Weiteren stiftete am 26. September 1710 der ebenfalls in den geistlichen Stand getretene Witwer und Besitzer des Ansitzes St. Valentin Ignaz Anton Maximilian Bombardi in der Kirche ein Benefizium, das u. a. folgendes beinhaltete:
1. eine Messe für seine Familie an jedem Dienstag und Freitag
2. das Patronatsrecht geht auf seine Nachkommen und schließlich den Bischof von Trient über
3. der Benefiziat wird von seiner Familie ernannt
4. das Stiftungskapital von 3000 Gulden haftet auf dem Ansitz St. Valentin

1724 verkaufte Joseph Bombardi den Ansitz St. Valentin an Johann Baptist von Ruffini und übertrug das Stiftungskapital auf einen anderen Hof in Burgstall. Ruffin stiftete darauf 1725 ebenfalls drei Wochenmessen für sich und seine Familie. 1747 verlieh Papst Benedikt XIV. der Kirche einen Ablass auf das Namensfest des hl. Valentin. Franz Xaver Freiherr von Kuefstein schenkte der Kirche 1795 Reliquien des hl. Valentin und des hl. Korbinian. Unter der Amtszeit des Pfarrers Kasimir Schnitzer fand von 1824 bis 1826 eine Restauration statt. Mitte des 19. Jahrhunderts fand in der Kirche alle paar Tage ein Gottesdienst statt und an Sonn- und Feiertagen auch für die umliegenden Bewohner. Von 1850 bis 1853 veranlasste der Pfarrer Martin Felderer eine Restaurierung. In Folge erhielt die Kirche neue Altäre und einen Boden aus Marmor. Die Inschrift über dem Bogen berichtet darüber:

„Templum hoc S. Valentino dedicatum exornatis altaribus, pavimento marmore strato aliisque decoribus pulchrius augustiusque reddidit P. Martino Felderer parochi munus gerente, Jos. Ant. Wenter aerario templi praepositus MDCCCLIII“

In den 1860er Jahren wurde die Kirche mit finanzieller Hilfe des Kurgastes Gräfin Esterhazy von Weissendorf im Stil der Neuromanik erneuert und umgestaltet. Seit 20. Juni 1980 steht das Gotteshaus unter Denkmalschutz.

## Ausstattung
Das Deckengemälde von Leopold Puellacher von 1824 bis 1826 zeigt Szenen aus dem Leben des hl. Valentin. Die neugotischen Altäre aus der Mitte des 19. Jahrhunderts fertigte der Bildhauer Peter Rocker aus Gröden. Das Altarblatt, das den hl. Valentin kniend auf einer Wolke darstellt, malte Philipp Sieß aus dem Oberinntal, ebenso das Seitenaltarblatt des hl. Stephanus. 1787 erhielt die Kirche vom Klarissenkloster Meran eine Orgel, die 1864 durch eine neue Orgel vom Orgelbauer Sieß ersetzt wurde. Das ursprünglich von Gräfin Esterházy für die Kirche in Auftrag gegebene Ölbild Der hl. Valentin predigt den Rätern, von dem Maler Eugen Blass, befindet sich seit 2003 im Merkantilgebäude von Bozen.

## Geläut
Von den ältesten zwei Glocken trug eine die Jahreszahl 1442 und die 1669 gegossene die Inschrift: S. Valentine ora pro nobis („Heiliger Valentin, bitte für uns“). 1824 bzw. 1868 wurden zwei neue Glocken angeschafft.

## Umgebung

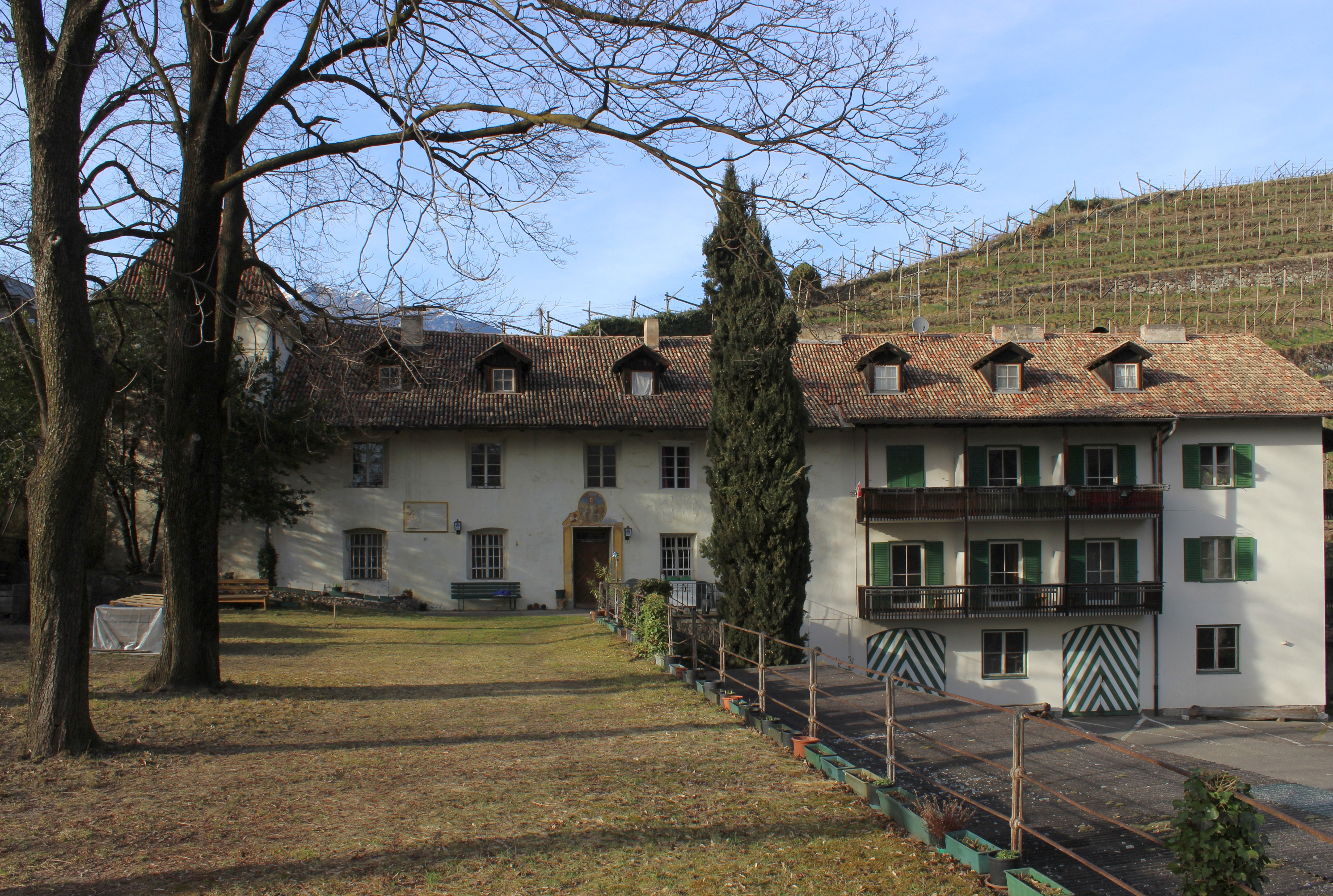
Ansitz St. Valentin

Oberhalb der Kirche befindet sich der Ansitz St. Valentin. 1322 belehnte Heinrich von Kärnten als Tiroler Landesfürst Konrad von St. Valentin mit dem Berg über der Kirche. Das heutige Anwesen entstand im 13. und 14. Jahrhundert und wurde im 16. Jahrhundert umgebaut. Das Kirchenpatronat gehörte früher dem jeweiligen Eigentümer des Ansitzes. Von der Kirche führt ein steiler Pfad nach Labers und Freiberg.